# WE ARE "LONELY GIRL"
『WE ARE "LONELY GIRL"』（ウィー・アー・ロンリー・ガール）は、hitomiの2枚目のシングルである。1995年2月24日発売。規格品番はAVDD-20091。本体価格は971円。

## 解説
- NTTドコモ「ベルミー」CMソング
- ジャケットに、詩の一部である「のがしたくない夢は足元にみえてるケド…」の表記があるが、特にサブタイトルではない。

## 収録曲
1. WE ARE "LONELY GIRL" [RADIO MIX] (4:59)
 作詞：hitomi / 作曲：小室哲哉 / 編曲：久保こーじ / Mixed by Dave Ford
  - 1994年末に歌詞を書いた[1]。
  - タイアップが付いていたので、作詞作業のスケジュールが短かった。その時の「歌詞はすぐに書けるもんじゃない。『じゃあ、何も考えていないのか?』と問われればそうじゃない。それは認めるけど、その先努力してそれの壁を越えようとしなければ、それだけの人間だよ」ということに気づき、その時の葛藤が反映されている[1]。
2. WE ARE "LONELY GIRL" [CLUB MIX] (6:00)
3. WE ARE "LONELY GIRL" [INSTRUMENTAL] (5:00)
4. TOKYOのど真んなかBUSの中で [RADIO MIX] (4:57)
 作詞：hitomi / 作曲：No! Galers with T.Komuro / 編曲：No! Galers
  - hitomiが東京の友達の家からバスに乗ろうと走っていたら、僅かな差だったのに止まってくれなかったという体験を元にして、「絶対バスの運転手は私の事が見えていたのに、ナメた態度をとるな!」という思いを「都会の冷たさ」として表現した[1]。

## 収録アルバム
- GO TO THE TOP (#1、リミックス・バージョン)
- h (#1)
- peace (#1)